# Aleksandr Lenderman
Aleksandr "Alex" Lenderman (nascido em 23 de setembro de 1989) é um grande mestre de xadrez americano. Ele venceu o Campeonato Mundial Sub-16 de 2005 em Belfort com uma pontuação de 9/10 (+8 −0 = 2) tornando-se o primeiro americano a ganhar uma medalha de ouro no Campeonato Mundial Juvenil de Xadrez desde que Tal Shaked venceu o Campeonato Mundial Júnior em 1997.